# 島本須美
島本須美（日语：／ Shimamoto Sumi，1958年11月10日—），日本資深女性配音員、演員、旁白。出身於高知縣高知市。身高162cm。A型血。

## 簡介
舊藝名：島本 久美（しまもと くみ）。本名：越川 須美（こしかわ すみ）。丈夫為搞笑藝人越川大介（劇團青年座時期認識）。女兒越川詩織也從事配音工作。
現為自由身，以前經歷劇團青年座、青二Production、大澤事務所。
為人熟悉的代表配音作品有分別從1988年和1997年開始為長壽動畫系列《麵包超人》的吐司超人（包含出場兩次以上的配角）和《名偵探柯南》主角工藤新一的媽媽〈工藤有希子〉獻聲（兩部都由TMS娛樂製作）。除了長壽動畫之外，有電影動畫《魯邦三世：卡里奧斯特羅之城》的克蕾莉絲·德·卡里奧斯特羅、《莎拉公主》主角莎拉·克魯、吉卜力作品《風之谷》主角娜烏西卡和《龍貓》主角草壁家的母親〈草壁靖子〉、《相聚一刻》的音無響子、《奇天烈大百科》主角木手英一的媽媽〈木手美智子〉及《貓之達洋》的達洋等。

### 來歷、人物
島本須美從小時候開始就喜歡體育活動，國中時期曾加入體操社學過新體操。進入高知市立高知商業高等學校之後，由於高中社團沒有體操社，於是島本選擇了演劇社，並擔任社長，從此定下未來在配音事業發展的基礎。高中畢業後前往東京桐朋學園藝術短期大學進學，在學期間曾參加劇團俳優座的試鏡會，直到畢業之後加入劇團青年座才正式開始她的演藝生涯。1977年的NHK大河劇《花神》是她的第一份工作。
1979年以電視動畫《Z超人》在配音業界出道。同年4月首播的《The☆超人力霸王》首次被提拔擔任女主角。但事實上後者才是她通過試鏡會的配音出道作。
從此以後，島本獲得配音工作的機會增加，1979年12月上映的《魯邦三世：卡里奧斯特羅之城》中的克蕾莉絲·德·卡奧斯特羅在電影動畫第一次演女主角。
《The☆超人力霸王》播畢之後，島本有一段時間專注於舞台工作而短暫停止配音事業，並在1980年至1982年間進行日本全國各地中學校巡迴公演。
直到1983年4月播出的電視動畫《湯匙伯母歷險記》播出後，島本再次展開配音事業，之後在1984年的吉卜力電影動畫《風之谷》、1985年的世界名作劇場系列《莎拉公主》、1986年電視動畫《相聚一刻》等等飾演過主角、女主角而獲得了廣大人氣。並在1984年至1988年間獲得動畫情報雜誌《Animage》票選連續蟬聯3屆女性聲優部門第1名（1989年降到第2名）的輝煌成績。
1988年3月開播的電視動畫《奇天烈大百科》中，島本聲演主角木手英一的媽媽至1996年完結為止有長達8年的時間。同年10月另一部電視動畫《麵包超人》開播後，島本擔任次要角色吐司超人的配音至今，也是島本在現役配音員當中擔當最久的配音作品。
1990年代以後，島本逐漸轉往飾演母親的角色。不過1992年的OVA《機械巨神 THE ANIMATION -地球靜止之日》登場的角色銀鈴還是有擔任女主角的配音（包含衍生作品）。
1996年開始，島本為另一部長壽動畫《名偵探柯南》主角工藤新一的媽媽〈工藤有希子〉獻聲，成為島本的第2部長壽動畫配音作品。
2010年起，島本就任Pro-Fit聲優養成所的專任講師並開設基礎講座，以提攜後進新人。另外也從2014年起擔任S&S Entertainment School的聲優、演劇部門的講師。
2017年1月9日，島本在朝日電視台播放的節目《200位人氣聲優認真票選！聲優總選舉3小時SP》的排名中得到第25名。同年3月，榮獲第11屆聲優Award「高橋和枝獎」。

### 與宮崎駿作品的連繫
島本出道後的第一年，曾經參加世界名作劇場系列《清秀佳人》（1979年1月播出）主角安妮·雪利的試鏡，但落選（由山田榮子選上）。之後，島本帶著落選時得到的經驗參加導演宮崎駿執導的電影動畫《魯邦三世：卡里奧斯特羅之城》女主角克蕾莉絲的試鏡時獲得通過，另外曾有獲得製作團隊拔擢的逸聞。
自此之後，1980年電視動畫《魯邦三世》第二期的最終話《再見了，可愛的魯邦》登場的小山田真希仍請島本特別擔任，1984年上映的《風之谷》主角娜烏西卡是她第一次正式出演動畫電影主角的作品。1988年《龍貓》上映之前，主角草壁皋月原本安排讓島本飾演，決定的結果由日高範子擔任，島本則飾演皋月的母親。1997年《魔法公主》上映之前，參加次要角色阿時的配音時，被導演一直要求重錄，連續錄了20次才通過，所以這對島本來說是個每錄一次就陷入苦戰的經驗。自《魔法公主》上映後，由於新作品的配音陣容轉向邀請非專業配音員的演員擔任，所以島本從此再也沒有參與宮崎駿執導的作品。

## 演出作品
※粗體字表示說明飾演的主要角色。斜體字表示說明飾演至今的作品系列。

### 電視劇
- NHK大河劇 花神（日语：花神 (NHK大河ドラマ)）（1977年）－阿龍
- 特搜最前線（日语：特捜最前線） 第63話「痴漢·女大學生被害報導！」（1978年）－中井純子
- 西游记 (1978年电视剧) 第22話「快樂之館 悟淨白骨之戀」（1978年）－美寶
- 彗星公主 (第2系列) 第27話「溫柔的男性與女性們」（1978年）
- NHK晨間劇 （1979年）－磯野子的友人
- 太郎的青春（日语：太郎の青春）（1980年）
- 超人力霸王80 第4話「大空愛」（1980年）－超級的姊姊·廣子
- 池中玄太80公斤 (第2系列)（日语：池中玄太80キロ） 第1話（1981年）－客室乘務員
- 週二懸疑劇場「情人節殺人事件」（1984年）
- 隨便!卡米爾曼 第48話「これが噂の佃煮マン!」（1986年）
- 虎與龍 第7話（2005年）
- 惡女～誰說工作不帥氣？（2022年）－旁白
- 星新一的不可思議的不可思議的短編電視劇「處刑」（2022年）
- NHK晨間劇 紅豆麵包 第8話（2025年）－大出加子
- NHK大河劇 豈有此理〜蔦重繁華如夢故事〜（2025年）－たか

### 電影
- 污泥中的纯情泥（日语：泥だらけの純情#1977年版）（1977年）－高野香苗
- 天平之甍（1980年）
- （1985年）－男孩的聲音

### 電視動畫
1979年
- 銀河鐵道999（蘇西、本家阿里巴巴）
- Z超人（日语：ゼンダマン）（伊芙、克麗歐佩特拉）
- The☆超人力霸王（星川睦美、阿爾法·比鄰星第1惑星王女）

1980年
- 時空巡警隊救助超人（日语：タイムパトロール隊オタスケマン）（伊莎貝拉女王、克麗歐佩特拉、楊貴妃）
- 燃燒吧亞瑟 白馬的王子（安娜）
- 魯邦三世 (TV第2系列)（日语：ルパン三世 (TV第2シリーズ)）「再見了愛人魯邦（日语：さらば愛しきルパンよ）」（小山田真希）

1981年
- 宇宙戰艦大和號III（惑星生命體）[注 1]

1982年
- 福星小子（雨森露子）[注 2]
- 猿飛小忍者（日语：さすがの猿飛）（千秋〈初代〉）
- 戰鬥機甲薩芬格爾（瑪麗亞·瑪利亞〈初代〉）

1983年
- 福星小子（雪之少女）
- 銀河疾風（史提芬尼亞）
- 湯匙婆婆（日语：スプーンおばさん (アニメ)）（露瑞、登）
- 我是妙殿下！（日语：パタリロ!）

1984年
- 福星小子（水乃小路飛鳥）
- 哆啦A夢 (大山羨代版)（樹寶（日语：キー坊））
- 夢戰士WING-MAN（日语：ウイングマン）（松岡圭子老師）

1985年
- 鬼太郎 (第3作)（妖怪花）
- 莎拉公主（莎拉·克魯[15]）
- 搞怪拍檔（瑪格里特·泰納）
- 忍者戰士飛影（羅美娜·拉德里奧）

1986年
- Oh！Family（日语：Oh!ファミリー）（菲·安德森）
- 綠野仙蹤（日语：オズの魔法使い (テレビアニメ)）（桃樂絲）
- 珊瑚礁傳說 藍海的艾爾菲（日语：サンゴ礁伝説 青い海のエルフィ）（艾爾菲[16]）
- 青春動畫全集（日语：青春アニメ全集）
  - 「伊豆的舞孃」（薰）
  - 「春琴抄」（阿琴）
- 俏女郎娜琪！心緣的圍巾（日语：生徒諸君!#テレビアニメ）（北城真理子）
- 七龍珠（人魚）
- 前往彩虹的彼方！少女戴安娜王妃物語（戴安娜）
- 心情雞尾酒（日语：ハートカクテル）（她）
- 相聚一刻（音無響子）

1987年
- 超能力魔美（和子）
- 城市獵人（氷室真希）
- 妙手小廚師（ヨアヒム）

1988年
- 宇宙傳說尤利西斯31（日语：宇宙伝説ユリシーズ31）（由美[17]）
- 奇天烈大百科（木手英一的母親〈木手美智子〉、主婦、客人）
- 美味大挑戰（笠田美代子）
- 麵包超人（吐司超人（日语：しょくぱんまん）、昆布小弟〈第6代〉、 等）

1989年
- 機動警察（藤井綾乃）
- 森林大帝 (1989年版)（伊瑞莎）
- 麵包超人（ラクマミー、恐龍媽媽）
- 彼得潘的冒險（叮卡·貝兒[18]）
- 天空戰記（調和神毗濕奴）
- 魔法使莎莉 (1989年版)（春日野香澄）

1990年
- NG騎士檸檬汽水&40（物部老師）
- 功夫貓黨（局）
- （吐司超人）[注 3]
- 快樂的嚕嚕米一家（費尼鐘夫人）
- 七海遊龍（精靈奧莉薇）

1991年
- 淘氣的雙胞胎 克萊爾學院物語（日语：おちゃめなふたご クレア学院物語）（希拉莉·溫特華斯）
- 青澀花園（朝霞玲[19]）
- 電腦小奇俠（日语：ゲンジ通信あげだま）（平家山吹、九鬼菊）
- 麵包超人（モグラ、六太郎、雲的媽媽）
- 快樂的嚕嚕米一家（院長）
- 藍調報告（托尼）

1992年
- 龍馬英雄（日语：お〜い!竜馬）（坂本榮、千葉佐那子、武市富）
- 風中少女 金髮珍妮（南西·康拉德修女）
- 奇天烈大百科（蘇珊）
- 超仙魔大戰（甲機〈初代〉）
- 小小男子漢（川上哲子）
- 花的魔法使瑪麗貝爾（蓓爾·馮·戴卡西[20]）
- 法蘭德斯之犬 我的帕特拉許（日语：フランダースの犬 ぼくのパトラッシュ）（伊貝特）
- 超時空保姆（山口佐和子）
- 蜜柑繪日記（草凪菊子[21]）

1993年
- 奇天烈大百科（奥方、花丸郁江）
- 海潮之聲（美香）
- 叮噹貓（若葉桃子）

1994年
- 小紅帽恰恰（烏拉拉園長、蘭蘭、白貓、嗶助）
- 奇天烈大百科（牛若丸）
- 麵包超人（クッキーキャット、蛋包飯小第、〈初代〉）
- 來玩吧!! Hello Kitty（日语：あそぼう!! ハローキティ）（Kitty & Mimmy的媽媽）

1995年
- 鬼神童子ZENKI（蓮月）
- 奇天烈大百科（櫻井芳江〈第2代〉）
- 空想科學世界（利普瑞）
- 爆走獵人（總統／正義女神）

1996年
- Neo Hyper Kids（朗讀）
- 魔法提琴手（霍倫）
- 美少女戰士Sailor Stars（具志堅茜）
- 水色時代（大嬸）
- 浪客劍心（關原妙、關原冴）

1997年
- 金田一少年之事件簿（红亞理沙）
- 深海人魚傳說（日语：深海伝説MEREMANOID）（露絲米菈、旁白）
- 麵包超人（大紅媽媽）
- 吸血姬美夕（神魔·艶儒）
- 科學情人（拉拉子老師）
- 名偵探柯南（工藤有希子〈工藤新一的媽媽〉[22]）

1998年
- EAT-MAN'98（日语：EAT-MAN）（可可）
- 魔法陣都市（闇雲那奈）
- 女棒甲子園（早川志乃[23]）
- 危險調查員（安娜·布拉馬）

1999年
- 麻辣教師GTO（太田千鶴）
- 週刊故事樂園（日语：週刊ストーリーランド）「名奉行·文先生」（旁白）
- Kitty家族樂園（日语：キティズパラダイス）（Kitty & Mimmy的媽媽）
- 名偵探柯南（明智文代〈工藤有希子變裝〉）

2000年
- 向阳之树（藝妓）

2001年
- 青春草莓蛋（樟葉苳子）
- 人造人009 THE CYBORG SOLDIER（イシュキック）
- 遊☆戲☆王 怪獸之決鬥（伊西絲·伊修達爾、神官艾西絲）

2002年
- 青出於藍（水無月妙子的母親&祖母）
- 我們這一家（旁白）
- 銀河戰警（帕杜西卡）
- 七小花（鈴木光子）
- 尋找滿月（グレートマザー）

2003年
- 復仇天使（日语：AVENGER）（韋斯特）
- 京極夏彥 巷說百物語（お吉）
- 高橋留美子劇場（志摩聖子）
- 高橋留美子劇場 人魚之森（神無木登和）
- 哆啦A夢 (大山羨代版)（女神）

2004年
- KURAU Phantom Memory（日语：KURAU Phantom Memory）（艾聶、克萊聶）
- 鐵人28號 (2004年版)（敷島夫人）

2005年
- 魔女的考驗（凱蒂·繆）
- SoltyRei（艾雷勒）
- Tsubasa翼（艾梅洛德公主）
- 怪醫黑傑克（永湖）
- BLEACH（志波都）
- 雪之女王 ～THE SNOW QUEEN～（河川精靈）

2006年
- 花漾明星KIRARIN（月島Kirari的媽媽〈月島露娜〉）
- TSUBASA翼 (第2期)（艾梅洛德公主）
- ×××HOLiC（的配音）

2007年
- 英國戀物語艾瑪 第二幕（奧蕾麗雅·瓊斯[24]）
- 銀魂（沖田三葉）
- 桃華月憚（絕對宇宙）
- 幸運☆星（泉彼方[25]）

2008年
- 神薙（下森重）[注 4]
- 今日大魔王！3（阿拉英）
- 波菲的漫長旅程（安妮克·帕特格斯）
- 野坂昭如 戰爭童話集「小菊與大野狼（日语：キクちゃんとオオカミ）」
- 野良耳2（日语：のらみみ）（的母親）
- 藥師寺涼子之怪奇事件簿（石動琉璃子[26]）

2009年
- 野坂昭如 戰爭童話集「藍眼女孩的話（日语：青い瞳の女の子のお話）」（秋子）
- 元氣媽媽（旁白）
- 地獄少女 三鼎（御景小夜子）

2010年
- 料理偶像（食物妖精之母）

2011年
- 料理偶像（老師）
- 日常（第21話預告旁白）
- 碎之星（莫蘭）
- 小舞的魔法與家庭之日（日语：マイの魔法と家庭の日）（立海由貴）
- 轉吧！企鹅罐（女神大人）

2012年
- 這樣算是殭屍嗎？OF THE DEAD（妄想優）
- Smile 光之美少女！（皇家女王）

2013年
- 石田與朝倉（木下）
- 戰勇。（阿魯巴·弗流林戈的母親）
- 戰勇。 (第2期)（阿魯巴·弗流林戈的母親）
- 魔王勇者（光之精靈）

2014年
- Wake Up, Girls！（島田真夢的母親〈島田真理〉[注 5]）
- 宇宙浪子（圖書館館長[27]）
- 貓之達洋（日语：わちふぃーるど）（達洋[28]、語部）
- 鬼燈的冷徹（馬面）
- 蟲師 續章 - 澄
- 三坪房間的侵略者!?（???）

2015年
- 貓之達洋 前往日本（達洋[29]、語部）

2016年
- （[30]、旁白）
- 貓之達洋 不可思議劇場（達洋、語部）
- 名偵探柯南 Episode"ONE" 變小的名偵探（工藤有希子）

2017年
- 烙印勇士（芙蘿拉[31]）
- 青春歌舞伎（來栖彩子）
- 少女終末旅行（杏鮑菇）

2018年
- 三月的獅子（幸田家母親）
- 來自繽紛世界的明日（月白琥珀〈60年後〉[32]）

2020年
- 邪神與廚二病少女'（管理員）

2021年
- 龍先生、想要買個家。（耶夢加得）
- 蓋特機器人ARC（流綾）

2022年
- INSECT LAND（地球[33]）

2023年
- 藥師少女的獨語（旁白[34]）

2025年
- 藥師少女的獨語（第2期）（旁白[35]）

### OVA
1985年
- 福星小子 了子的九月茶會（水乃小路飛鳥）
- 戰鬥吧!! 伊庫薩1（薩·拜歐雷特）
- 夢幻獵人麗夢（日语：ドリームハンター麗夢）（高宮陽子、鏡子）

1986年
- The 超女（蘇）
- 火焰之旅（涼子、鈴）

1987年
- HELL TARGET（日语：ヘル・ターゲット）（提奇·卡爾馬克）

1988年
- 沙羅曼蛇（帕歐拉）
- 相聚一刻 移動中的季節（音無響子）

1989年
- 手天童子（白鳥美雪）
- ProjectA子 完結篇（母親）

1990年
- 聖未加江羅學院漂流記（弓子修女）
- 冒險！伊庫薩3（葛瑞修女）

1991年
- 夢回綠園（蓮川菫）
- 相聚一刻番外篇 一刻島始末記（音無響子）
- 魍魎戰記MADARA（日语：魍魎戦記MADARA）（開耶）

1992年
- 愛物語 9 LOVE STORIES（日语：愛物語）
- 機械巨神 THE ANIMATION -地球靜止之日（銀鈴）
- 世界之光 親鸞聖人（日语：世界の光 親鸞聖人）（吉光御前）
- Hard&Loose ～私立偵探 土岐正造的麻煩記事～（日语：ハード&ルーズ）（邦子）

1993年
- Hello Kitty的阿爾卑斯山的少女（Kitty & Mimmy的媽媽）
- Hello Kitty的竹取物語（Kitty & Mimmy的媽媽）
- Hello Kitty的白雪公主（Kitty & Mimmy的媽媽）
- 魔物獵人妖子3（柳姬）
- 蜜柑繪日記 大家都要去美國!?（草凪菊子）

1994年
- 誕生 ～Debut～（日语：誕生 〜Debut〜）（綾瀨未緒）
- 東京BABYLON2（柏木桐子）
- Hello Kitty的小婦人（Kitty & Mimmy的媽媽）
- 無責任艦長（米蘭達）
- （朋美老師）

1995年
- 小紅帽恰恰（烏拉拉園長、嗶助）

1996年
- 元祖爆走獵人（總統／正義女神）
- 火焰之紋章 紋章之謎（艾莉絲）

1997年
- 叢林跟我走！（日语：ジャングルDEいこう!）（朗哥）

1998年
- 聖少女艦隊Virgin Fleet（日语：聖少女艦隊バージンフリート）（海野潮風）

1999年
- 青山剛昌短編集 徘徊的紅蝴蝶（藤峰有希子〈工藤有希子〉）
- 青山剛昌短篇集2 飛上夜空的10個行星（工藤有希子）
- 漫畫影像 假面騎士（日语：仮面ライダー (漫画)#まんがビデオ）（緑川留里子）

2003年
- （旁白）

2004年
- 小魔女DoReMi 童年秘密篇[[[Wikipedia:格式手册/链接#章節|錨點失效]]]（和久望的母親光〈和久光〉）

2008年
- 名偵探柯南 MAGIC FILE2 工藤新一神秘之牆和黑色拉布犬事件（工藤有希子）
- 念佛物語 親鸞大人 祈福、然後 光。（日语：念仏物語#念仏物語 親鸞さま ねがい、そして ひかり。）（惠信尼大人）
- 柳瀨嵩童話劇場 森林英雄 哈利與馬丁（日语：やなせたかしメルヘン劇場#第6幕 もりのヒーロー ハリーとマルタン）（／楓葉公主）

2011年
- 怪醫黑傑克 FINAL EPISODE（康醫師[36]）

2016年
- 東方二次創作同人動畫 秘封活動記錄 -月-（八意永琳）

2019年
- 黃金神威（宮則修女[37]）[注 6]

### 電影動畫
1979年
- （國際線）[注 7]
- 魯邦三世：卡里奧斯特羅之城（克蕾莉絲·德·卡奧斯特羅[38]）

1983年
- 神奇獨角馬：前往魔法之島（日语：ユニコ#映画第二作『ユニコ 魔法の島へ』）（櫻桃[39]）

1984年
- 劇場版 福星小子2：綺麗夢中人（白帽子少女）[注 1]
- 風之谷（娜烏西卡[40]）

1985年
- 福星小子3：情侶樂天派（日语：うる星やつら3 リメンバー・マイ・ラブ）（拉拉）

1986年
- 福星小子4：鬼姬傳說（日语：うる星やつら4 ラム・ザ・フォーエバー）（水乃小路飛鳥）

1987年
- 他和搖籃曲：星期三的灰姑娘（日语：あいつとララバイ）（園子）

1988年
- 龍貓（草壁家母親〈草壁靖子〉[41]）
- 佩約羅家族晉見！（日语：ぴーひょろ一家）（余技）
- 相聚一刻 完結篇（音無響子）

1989年
- 宇宙皇子（日语：宇宙皇子）（嫩竹的輝耀姬）
- 麵包超人系列（吐司超人）[注 8]

1992年
- 快樂的嚕嚕米一家：姆明谷的彗星（日语：楽しいムーミン一家 ムーミン谷の彗星）（夫人）

1994年
- 酸梅星王子：來自宇宙的盡頭～乓啪囉乓！（中村太郎的母親）

1995年
- KAZU&YASU 英雄誕生（三浦由子）

1996年
- （黑柳朝）

1997年
- 劇場版 甜心戰士F（克雷爾）
- 魔法公主（阿時[42]、蝦夷少女A）

2001年
- ONE PIECE：發條島的冒險（町長夫人）

2002年
- （波波的母親）
- 名偵探柯南：貝克街的亡靈（工藤有希子[43]、艾琳·艾德勒[43]）

2007年
- 時尚魔女♥Love and Berry：幸福的魔法（傳說的時尚魔女）

2009年
- 佛陀再誕 -The REBIRTH of BUDDHA（日语：仏陀再誕#アニメ映画）（山田老師）

2010年
- 銀魂劇場版 新譯紅櫻篇（沖田三葉）

2011年
- 追逐繁星的孩子（森崎理紗）

2012年
- 柳瀨嵩劇場：春之笛（日语：やなせたかしシアター#ハルのふえ）（旁白）

2014年
- 劇場版 Wake Up, Girls！七位偶像（島田真夢的母親〈島田真理〉）
- BUDDHA2 手塚治虫的佛陀 -無盡的旅程-（瑠璃王子的母親[44]）

2015年
- 續·劇場版 Wake Up, Girls！前篇：青春之影（島田真夢的母親〈島田真理〉）

2018年
- 劇場版 夏目友人帳 ～緣結空蟬～（津村容莉枝[45]）
- 窈窕淑女 後篇 ～花樣的東京大浪漫～（青江冬星的母親）

2019年
- （[46]）
- 薄暮[47]
- 天氣之子（間宮夫人[48]）

2021年
- 龍與雀斑公主（小鈴〈內藤鈴〉的母親）
- ARIA The BENEDIZIONE（明日香・R・バッジオ）

2023年
- 北極百貨的秋乃小姐（笑鴞妻子[49]）

2025年
- 凡爾賽玫瑰（傑爾吉夫人[50]）
- LUPIN THE IIIRD THE MOVIE 不死身的血族（複數的莎莉法[51]）

### 網路動畫
2018年
- 裝刀凱 The Animation（日语：ソードガイ 装刀凱）（桂[52]）

### 短篇動畫
2018年
- AYESHA（日语：AYESHA）

### 遊戲
1989年
- 夢幻戰士II（麻生優子）
- Super Albatros（加納綾子）

1990年
- 夢幻戰士III（麻生優子）
- 迷宮

1991年
- 夢幻戰士IV（麻生優子）
- XEXEX（伊蓮聶·拉·提亞斯）

1992年
- Dragon Knight II（索菲亞）
- BABEL（日语：BABEL）（瑪啼烏）
- 夢幻戰士（麻生優子）

1993年
- CALII（茱麗葉特）
- 誕生 ～Debut～（日语：誕生 〜Debut〜）（綾瀨未緒）

1994年
- 阿爾納姆之牙 獸族十二神徒傳說（日语：アルナムの牙 獣族十二神徒伝説）（清帝瑪李恩皇女）
- BATTLE FANTASY（日语：BATTLE FANTASY）（雷比亞、哈瑞亞）
- Monster Maker 闇之龍騎士（日语：モンスターメーカー）（維什納斯）

1996年
- Eternal Melody（日语：エターナルメロディ）（提娜·哈維爾）
- （伊芙）

1997年
- （精靈獸露菲斯）
- （亞克亞瑪林、帕爾）
- 相聚一刻 Windows95限定包（音無響子）
- 魯邦三世 卡里奧斯特羅城 -再會-（日语：ルパン三世 カリオストロの城 -再会-）（克蕾莉絲·德·卡里奧斯特羅）

1998年
- 櫻花大戰2 ～願君平安～（瑪格麗特·夏特布里安）
- 歐亞快車謀殺案（日语：ユーラシアエクスプレス殺人事件）（近町佳惠）

1999年
- 聖少女艦隊Virgin Fleet（日语：聖少女艦隊バージンフリート）（海野潮風、曉生）
- 烙印勇士 千年帝國之鷹篇  喪失花之章（安妮特、艾莉莎修女）

2000年
- 超級機器人大戰α（銀鈴）

2001年
- 決戰2（荀彧）
- 超級機器人大戰α for Dreamcast（銀鈴）

2002年
- 超級機器人大戰IMPACT（日语：スーパーロボット大戦IMPACT）（羅美娜·拉德里奧）

2003年
- 魯邦三世 消失的深海秘寶（莉安娜的母親）

2004年
- 時尚魔女 LOVE AND BERRY（傳說的時尚魔女）
- 烙印勇士 千年帝國之鷹篇 聖魔戰記之章（芙蘿拉）

2005年
- 新紀幻想聖魔之魂III（日语：スペクトラルソウルズ）（蓮莉亞、霍倫）

2007年
- 少女瘋狂大射擊（日语：オトメディウス）（歐佩莉塔、伊蓮奈、高法姊妹）
- 失落的奧德賽（莉露姆）

2008年
- 最終幻想 紛爭（柯絲摩斯神）
- 幸運☆星 ～陵櫻學園櫻藤祭～（泉彼方）

2009年
- 幸運☆星 網路偶像名師（泉彼方）

2010年
- 麵包超人 微笑派對（日语：アンパンマン にこにこパーティ）（吐司超人）
- 海貓悲鳴時 ～海貓悲鳴時 魔女與推理之輪舞曲～（須磨寺霞）

2011年
- 少女瘋狂大射擊 Excellent！（日语：オトメディウス エクセレント!）（歐佩莉塔）
- 最終幻想 紛爭012（柯絲摩斯神）
- DUNAMIS15（日语：DUNAMIS15）（倭一花）

2013年
- 超級機器人大戰UX（羅美娜·拉德里奧）

2014年
- 擂台☆夢想 女子職業摔角大戰（日语：リング☆ドリーム 女子プロレス大戦）（聖調理人聖光院）

2015年
- 波波羅古洛伊斯牧場物語（日语：ポポロクロイス牧場物語）（泉之妖精[53]）
- 悠閒神明！（宮內伊代加、遍路富美[54]）

2016年
- 烙印勇士無雙（日语：ベルセルク無双）（芙蘿拉）

2017年
- 夢幻之星Online2（艾莉莎·蘭迪爾）

2019年
- 聖火降魔錄 英雄雲集（娜琪、艾麗斯[55]）

2020年
- 御城Project:RE ～CASTLE DEFENSE～（日语：御城プロジェクト）（雅典衛城）

### 外語配音

#### 演員
嘉莉·費雪
- 白爛賤客（修道女）※影碟版。
- 星際大戰系列（莉亞·歐嘉納）
  - 星際大戰4：曙光乍現 ※日本電視台1985年播出版。
  - 星際大戰5：帝國大反擊 ※日本電視台版。
  - 星際大戰6：絕地大反攻 ※日本電視台版。

王祖賢
- 殺妻二人組
- 倩女幽魂系列
  - 倩女幽魂 (1987年電影)（聶小倩）※VHS版。
  - 倩女幽魂II：人間道（傅青風）
  - 倩女幽魂III：道道道（小卓）

#### 電影
- 加勒比海之謎
- 小公主（Sara Crewe〈Amelia Shankley〉）
- Action U.S.A. (1990年電影)（Carmen）
- 天使心（Epiphany Proudfoot〈Lisa Bonet〉）※富士電視台版。
- 瘋狂盯梢令（英语：Another Stakeout）（吉娜·加勒特〈蘿西·歐唐納〉）※日本電視台版。
- 亞森·羅蘋（英语：Arsène Lupin (2004 film)）（克拉麗絲·德·德勒-蘇比斯〈伊娃·葛林〉）
- 銅雀台（靈雎／貂蟬〈劉亦菲〉）
- 第六感追緝令（Catherine Tramell〈莎朗·史東〉）※日本電視台版。
- Bingo（英语：Bingo (1991 film)）（Chuckie Devlin）
- 救援飛行：航班771（英语：Cessna 188 Pacific rescue）（Ellen〈Rebecca Rigg〉）
- 棉花俱樂部（維拉·西塞羅〈黛安·蓮恩〉）※TBS版。
- 師生拍檔追女仔（英语：Creator (film)）（Barbara Spencer〈維吉妮婭·馬德森〉）
- 龍族戰神：死神制裁（英语：The Crow: Wicked Prayer）（Lilly〈埃曼紐爾·施萊琪〉）
- 孽戀焚情（Marie de Tourvel夫人〈蜜雪兒·菲佛〉）
- 變種DNA（英语：DNA (film)）（Claire Sommers）
- F/X魔鬼任務2（英语：F/X2）（Kim Brandon〈Rachel Ticotin〉）※VHS版。
- 奇幻城市（Lydia Sinclair〈Amanda Plummer〉）
- 綠卡（Brontë Parrish〈Andie MacDowell〉）
- Her Own Rules (1998年電影)（女實業家）
- 親愛的，我把孩子縮小了（英语：Honey, I Shrunk the Kids）（Mae Thompson〈Kristine Sutherland〉）※富士電視台版。
- 地獄（護理人員）※TBS版。
- 天啊！我把傑克變雪人了（Gabby Frost〈凱莉·普雷斯頓〉）
- 黎明前惡煞橫行（英语：Johnny Handsome）（Donna McCarty〈伊莉莎白·麥戈文〉）
- 小婦人（英语：Little Women (1949 film)）（伊莉莎白·“貝絲”·馬奇〈瑪格麗特·奧布賴恩〉）※NHK版。
- 神氣活現（Ema "Emmy" Heshire〈金·凱特羅〉）
- 風速40米（英语：The Mean Season）（Christine Connelly〈瑪麗埃爾·海明威〉）
- Mortal Fear (1994年電影)
- 一個好人（戴安娜〈加布里埃爾·費茨帕特里克（英语：Gabrielle Fitzpatrick）〉）※日本電視台版。
- One True Love (2000年電影)（Tina〈Paget Brewster〉）
- 電腦天才狗（英语：Paws (film)）（Amy〈Rachael Blake〉）
- 小木偶奇遇記（英语：Pinocchio (2002 film)）（藍妖精〈尼科萊塔·布拉斯基（英语：Nicoletta Braschi）〉）
- 鬼哭神號（Carol Anne Freeling〈海瑟·歐羅克〉）※富士電視台版。
- 鬼哭神號2：陰風怒吼（英语：Poltergeist II: The Other Side）（Carol Anne Freeling〈Heather O'Rourke〉）
- 撒哈拉（英语：Sahara (1983 film)）（Dale Gordon〈波姬·小絲〉）
- 女人心海底針（英语：She-Devil）（Mary Fisher〈梅莉·史翠普〉）※電視播出版。
- 喧鬧村的孩子們（英语：The Six Bullerby Children）（Britta）
- 第六感（Anna Crowe〈Olivia Williams〉）※日本電視台版。
- 豔情風暴（英语：Stormy Monday (film)）（凱特〈梅拉尼·格里菲思〉）
- 一家之鼠2（Margalo〈Melanie Griffith〉）
- 摩天悍將（英语：Terminal Velocity (film)）（克里斯·莫羅〈娜妲莎·金斯基〉）※VHS、DVD版。
- 三個奶爸一個娃（英语：Three Men and a Baby）（Sylvia Bennington〈Nancy Travis〉）※富士電視台版。
- 狼人生死戀（英语：Wolf (1994 film)）（Laura Alden〈Michelle Pfeiffer〉）※影碟版。

#### 電視影集
- 大偵探波洛（第1季：Mildred、第3季：Devidson夫人、第5季：Violet、第6季：Pilar Estravados）※NHK版。／（第12季：Mary Debenham）※DeAgostini版。
- 艾莉的異想世界 (第3季)（Holt）
- 淘氣小子看世界（英语：Boy Meets World）（Amy Matthews〈Betsy Randle〉）
- 福爾摩斯與華生 (第4季)（Zoe Mercado〈Lauren Vélez〉）
- 急診室的春天（Gordana）
- 楊家將（瓊娥）
- 女孩看世界（Amy Matthews〈Betsy Randle〉）
- 黃真伊（玄琴〈全美善〉）
- 駭人命案事件簿（英语：Midsomer Murders）（Sandra）
- 外星界限（英语：The Outer Limits (1963 TV series)）（Angelique）
- 奪寶女英豪（英语：Relic Hunter）（Rolly）
- 時空怪客（Gloria Collins）
- 清秀小佳人（英语：Road to Avonlea）（Evelyn）
- 歇洛克·福爾摩斯（Alice Turner）
- 一生兩次（英语：Twice in a Lifetime (TV series)）（Sophie Price／Barbara Nash〈Julia Duffy〉）

#### 動畫
- 小狗奧吉和他老爸（英语：Augie Doggie and Doggie Daddy）（Augie Doggie〈Daws Butler〉）※VHS版。
- 瑪德琳（Miss Clavel）
- 長襪子皮皮 (1997年版)（貴婦人）
- 星際大戰：DROID的大冒險（Kea Moll〈Lesleh Donaldson〉）※VHS版。
- 奇妙仙子系列（旁白）
  - 奇妙仙子 (2008年電影)（英语：Tinker Bell (film)）
  - 奇妙仙子 : 拯救精靈大作戰
  - 奇妙仙子：奇幻獸傳說（英语：Tinker Bell and the Legend of the NeverBeast）
  - 奇妙仙子：失落的寶藏

### 布偶劇
- （老師）

### 廣播節目
- NHK-FM 青春冒險（日语：青春アドベンチャー）
  - 森博嗣原作「女王的百年密室（日语：百年シリーズ#その他）」（女王）
  - 森博嗣原作「迷宮百年的睡魔（日语：百年シリーズ#その他）」（女王、女王）
- NHK廣播劇 宮尾登美子原作「藏（日语：藏）」（烈）
- NHK-FM FM劇場（日语：FMシアター）
  - 谷山浩子（日语：谷山浩子）原作「不思議不思議」（安特）
  - 喬斯坦·賈德原作「蘇菲的世界」（蘇菲的世界）

### 廣播劇CD
- AMOUR
- 我的老爸是阿宅（麻生妙子）
- 風的禮物
- 銀河鐵道之夜（喬凡尼的母親）
- KI·MO·CHI（音無響子）
- 黃龍之耳（日语：黄龍の耳）（琴子）
- CD廣播劇精選集 三國志（日语：CDドラマコレクションズ 三國志）（小喬）
- 少年魔法士（日语：少年魔法士） -破幻之眼-（安）
- 聖少女艦隊（日语：聖少女艦隊バージンフリート）（海野潮風）
  - 聖少女艦隊 &（海野潮風）
- ZONE-00（日语：ZONE-00） 劇-I section CHERRY（花房）
  - ZONE-00 劇-II section KNIGHT（花房）
- ！（星女王）
- 誕生 ～Debut～（綾瀨未緒）
- 電車男（艾爾梅斯）
- KIRAKIRA合唱團 THE TV SHOW
- 怪盜千面人 素敵（大川誠心）
- 魔法提琴手（霍倫）
- 「方言戀愛」第1卷「愛知縣」「高知縣」（弘瀨有壹的母親）
- （泉彼方）
- Radio Magazine VOL.3（DJ 二又一成&島本須美）

### 音樂CD
- 19 (音樂組合)（日语：19 (音楽グループ)）專輯『音樂』收錄歌曲「前君へ」對白
- 吉卜力 In The Mix（i-steal Feat. 島本須美）
- 麵包超人 Best Hit（吐司超人）
- （泉彼方）
- 幸運☆星 角色歌曲 Vol.011 彼方與總次郎（日语：らき☆すた キャラクターソング#Vol.011 かなたとそうじろう）

### 綜藝節目
日本電視台
- 時尚主義（日语：おしゃれイズム）（2010年5月2日）
- 1圓圈內不知道的故事（日语：1周回って知らない話）（2018年5月9日）
- 超人氣法律諮詢事務所（2018年5月13日）

TBS電視網
- 地球感動配達人 跑吧！郵筒人（日语：地球感動配達人 走れ!ポストマン）（每日放送）－旁白
- MORNING CHANCE（日语：あさチャン!） 特集單元「！」（2018年11月5日，TBS）－旁白（用吐司超人的聲音）

富士電視台
- 小知識之泉 ～君心SP （2006年9月27日）－副聲道旁白
- －飾演 Kitty的媽媽

朝日電視台
- 拜託了！排行榜（日语：お願い!ランキング）（2011年10月13日、20日）－與肝付兼太共同在三矢雄二與日高範子主持的「雄二部屋」擔任第1回節目嘉賓（連續2週）。
- 阿Q猜謎王!!（日语：クイズプレゼンバラエティー Qさま!!）（2015年5月11日）
- 幕末探訪（2017年4月15日－9月23日，朝日電視台）－旁白

NHK系列
- NHK教育
  - R的法則「聲優對決 ～秋之陣～」（2012年10月8日）－旁白／節目來賓[56]
  - 哲子的房間（日语：哲子の部屋）（2012年8月28日、2013年8月20日、2014年8月17&24日、2015年5月21&28日）－旁白
- NHK BS Premium
  - 先生山田先生 ～書人生捧二人男～（2013年4月29日）－旁白
- NHK綜合
  - 探險Bakumon（日语：探検バクモン）（從2016年度開始）－熊貓的聲音

東京電視台
- 週六特輯（日语：土曜スペシャル (テレビ東京)）「入！“雪見名湯”BEST10」（2017年2月25日，東京電視台）－旁白
- 和風總本家（日语：和風総本家）（2017年8月24日－）－旁白（交替引退的麻生美代子）

其它平台
- niconico電影實況（2012年5月11日，niconico直播）～風之谷～ 與娜烏西卡配音員島本須美一起欣賞吉卜力作品吧〈電視直播〉

### 廣告
- 國宅PanaHome（日语：パナホーム）（音無響子）
- 講談社 TV Magazine（日语：テレビマガジン）

### 其它
- 東京'S Eye （川原夏美）
- 2.0（聲道解說）
- 魔法公主 in U.S.A.（旁白）
- OH！世界（旁述、奧黛莉）
- 幸運☆星 in 武道館 為你而唱（日语：らき☆すた in 武道館 あなたのためだから）
- GRADIUS THE SLOT（日语：グラディウス・ザ・スロット）（米奈娃）

## 作品

### 音無響子名義
| 名稱（日文名稱）  | C/W     | 發行日期      | 規格編號                         |
| ----------------- | ------- | ------------- | -------------------------------- |
| 預感（）          | 夢入口… | 1986年9月25日 | 7DS0124                          |
| Melody（）        |         | 1987年7月25日 | 7DS0148                          |
| 戀愛KI·MO·CHI（） | －      | 1987年9月25日 | 25MS-0139（LP） H20K-20088（CD） |

### 專輯
| 專輯名稱                         | 發行日期      | 規格編號   |
| -------------------------------- | ------------- | ---------- |
| 世界名作劇場 莎拉公主            | 1985年        |            |
| 世界名作劇場 紀念音樂館 莎拉公主 | 2005年5月25日 | B0008JH3OE |
| 島本須美 sings 吉卜力            | 2009年8月26日 | WPCL-10739 |
| 吉卜力 IN THE MIX                | 2009年12月4日 | FARM-0206  |
| sing her LEGENDS                 | 2010年2月24日 | VICL-63536 |

## 腳註

## 外部連結
- 島本須美 （页面存档备份，存于） （日語）－日本電影資料庫
- 島本須美 （页面存档备份，存于） （日語）－allcinema（日语：allcinema）
- 島本須美 （页面存档备份，存于） （日語）－KINENOTE（日语：キネマ旬報映画データベース）
- Sumi Shimamoto在互联网电影资料库（IMDb）上的資料（英文）
- 島本須美 Movie Walker （页面存档备份，存于） （日語）
- 島本須美－Warner Music Japan （日語）
- 島本須美－Victor Entertainment （页面存档备份，存于） （日語）
- 島本須美Club - S&S 聲優、演劇專區 （页面存档备份，存于） （日語）